# Kimberly Guilfoyle
Kimberly Ann Guilfoyle (San Francisco, 9 de marzo de 1969) es una abogada, fiscal y personalidad televisiva estadounidense que fue asesora del presidente de Estados Unidos Donald Trump. En diciembre de 2024 fue nominada por el presidente como embajadora del país en Grecia. Se encuentra en espera de su confirmación por el Senado.
Estudió en la Universidad de California en Davis y la Universidad de San Francisco y fue fiscal en San Francisco y en Los Ángeles (California). Fue fiscal adjunta de distrito en San Francisco de 2000 a 2004. Se casó con el político demócrata y futuro gobernador de California Gavin Newsom y fue primera dama durante los primeros dos años de Newsom como alcalde de San Francisco. 
Es miembro del Partido Republicano y fue pareja de Donald Trump Jr. Trabajó para el canal Fox News entre 2006 y 2018, y presentó el programa The Five. Después se unió a un Comité de acción política pro-Trump para hacer campaña por los republicanos en las elecciones legislativas de Estados Unidos de 2018.

## Infancia
Nació en San Francisco el 9 de marzo de 1969, hija de madre puertorriqueña y padre irlandés. Fue criada como católica creció en San Francisco y Daly City y se graduó en un instituto de San Francisco. Su madre Mercedes, que era educadora especial, murió de leucemia cuando tenía once años. Su padre, Anthony "Tony", nació en Ennis, en el Condado de Clare, en la República de Irlanda) y emigró a los Estados Unidos en 1957 a los 20 años. En 1958, mientras aún era ciudadano irlandés, fue reclutado y sirvió cuatro años en el Ejército de los Estados Unidos. Después trabajó en el negocio de la construcción, y más tarde como inversor inmobiliario, y hasta su defunción en 2008, como asesor del alcalde Gavin Newsom.

## Formación
Se graduó de la Universidad de California en Davis y recibió el Juris Doctor de la Universidad de San Francisco en 1994. Mientras estaba en la facultad de derecho fue becaria en la oficina del fiscal de distrito de San Francisco, así como trabajó de modelo para Macy's y una revista de moda nupcial.
Después estudió en el Trinity College de Dublín. Mientras estaba allí, publicó una investigación sobre los derechos de los niños y el derecho internacional en la Comunidad Económica Europea.

## Carrera judicial
Tras estudiar derecho trabajó brevemente como fiscal en San Francisco pero perdió su trabajo en 1996 cuando Terence Hallinan fue elegido fiscal de distrito y despidió a los 14 fiscales de la ciudad.
Trabajó cuatro años en Los Ángeles como fiscal adjunta de distrito y se centró en casos de adultos y juveniles, incluyendo drogas, violencia doméstica, secuestros, atracos, incendios provocados, acoso sexual y homicidios. Recibió varios premios en la oficina de fiscal de distrito de Los Ángeles, como fiscal del mes.
En 2000 volvió a ser contratada por Hallinan en la oficina del fiscal de distrito de San Francisco y fue su fiscal adjunta entre 2000 y 2004. Obtuvo un veredicto condenatorio mientras participaba en la acusación, junto con James Hammer, en 2002, en el caso por la muerte de Diane Whipple, un juicio por asesinato en segundo grado, provocado por el ataque de dos perros de presa canarios, que recibió una amplia cobertura a nivel nacional. En 2008, fue miembro de la asociación de abogados de "La Raza".

## Televisión
En enero de 2004 se trasladó a Nueva York para presentar el programa Both Sides a Court TV, así como para ser analista legal del programa de la CNN, presentado por Anderson Cooper 360°. Se unió a Fox News en febrero de 2006 como presentadora del programa de fin de semana The lineup. El programa terminó siendo cancelado. Guilfoyle siguió trabajando en el canal y terminó siendo copresentadora de The Five entre 2011 y 2018. En 2014, comenzó a presentar regularmente Outnumbered, hasta que el programa quiso presentadores más permanentes. Guilfoyle también apareció en el segmento recurrente "Is it legal?", en The O'Reilly Factor, hasta que se canceló el programa en 2017 y el programa de radio semanal de los jueves presentado por Brian Kilmeade. Guilfoyle fue presentadora suplente de Sean Hannity, en On the Record, Justice with Judge Jeanine y Fox and Friends.
El 29 de junio de 2017 firmó un contrato con una extensión de largo plazo con la Fox. Sin embargo, en julio de 2018 se anunció que había dejado Fox News para trabajar en un Comité de acción política, a favor de Donald J. Trump.
HuffPost informó que cuando dejó la cadena había una investigación abierta hacía ya un año de acoso laboral contra Guilfoyle.

## Libro

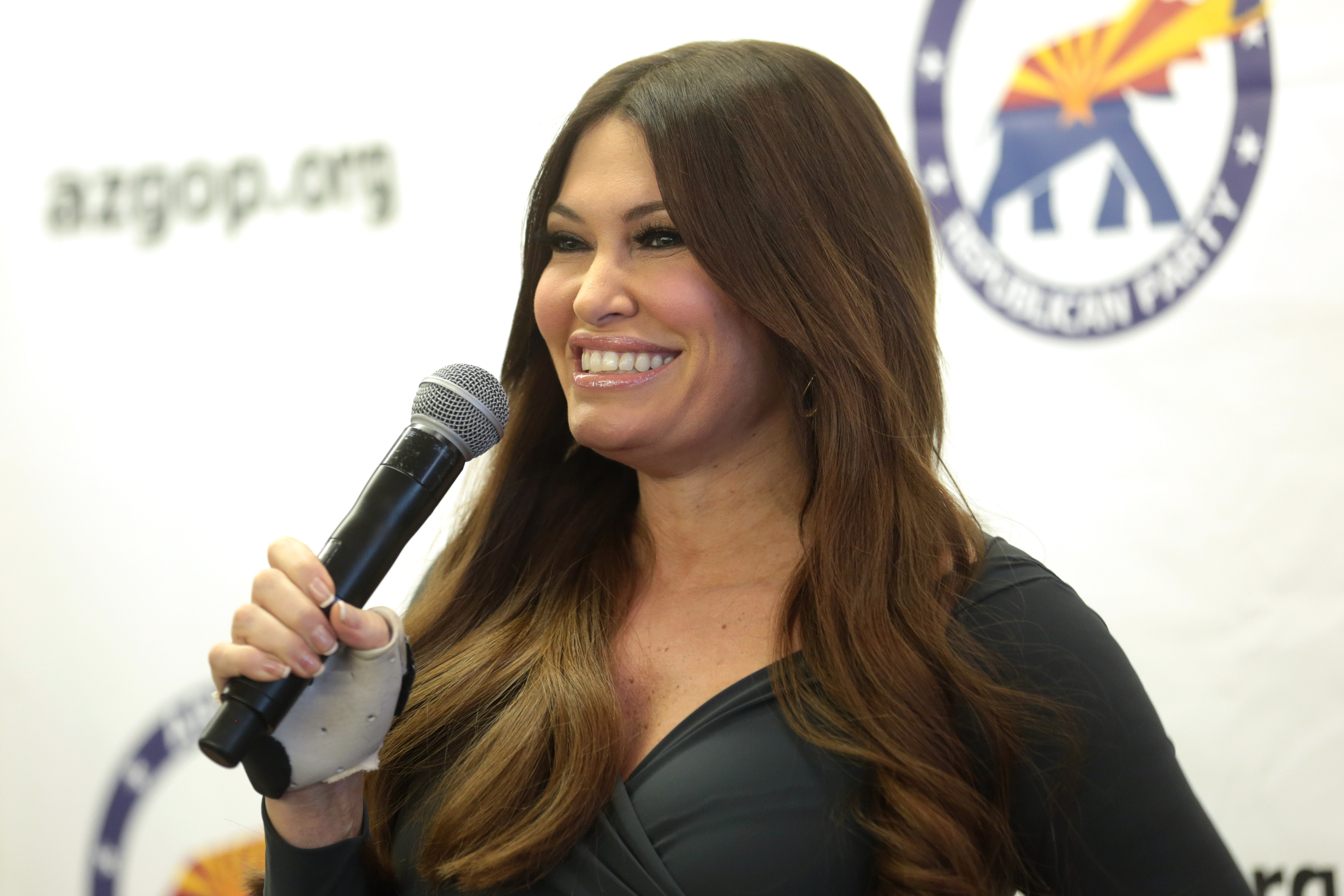
Guilfoyle hablando en un mitin de campaña en Sun City, Arizona, en noviembre de 2018.

En 2015 publicó un libro semiautobiográfico y de ayuda titulado Making the Case: How to Be Your Own Best Advocate, donde contó sus experiencias mientras crecía, trabajando como fiscal y alentando a la gente a defenderse siempre por ellos mismos.

## Administración Trump

### 2017-21
En diciembre de 2016 se hizo público que había sido considerada para ocupar el cargo de secretaria de prensa del presidente Donald Trump. El candidato preferido, Sean Spicer, terminó obteniendo el cargo. El 12 de mayo de 2017, el copresentador Bob Beckel de The Five insinuó que había rechazado el trabajo.  
Sin embargo, en una entrevista el 15 de mayo de 2017, Guilfoyle confirmó que había estado en contacto con la Casa Blanca sobre el cargo después de que Spicer dimitiera.
El 19 de mayo dijo que tenía un contrato con Fox News, sugiriendo que había rechazado la oferta de la Casa Blanca. Al cabo de un mes amplió su contrato con la Fox.
En 2018, The Washington Post la describió como "animadora conservadora del presidente Trump".

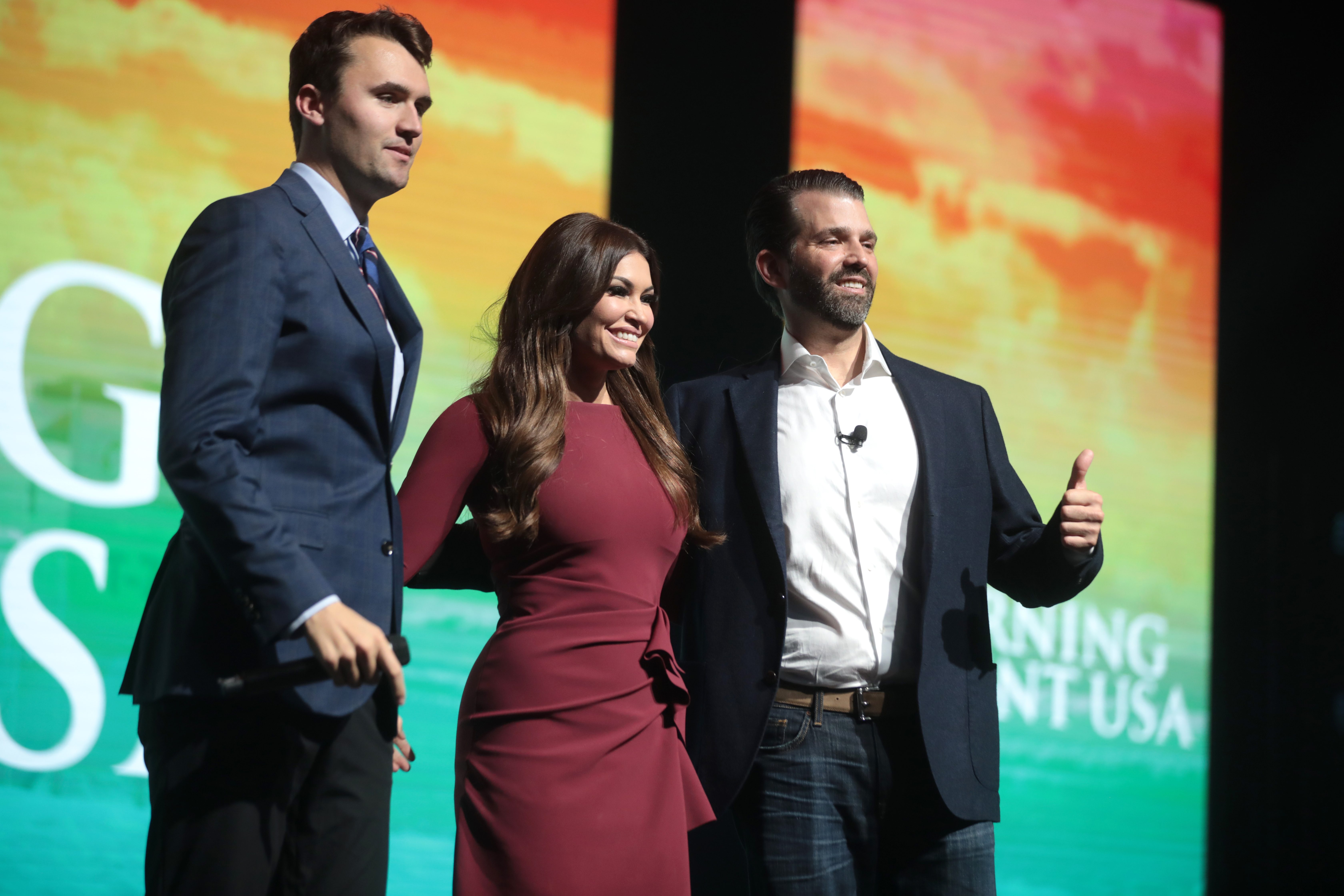
Charlie Kirk, Kimberly Guilfoyle y Donald Trump Jr., en el centro de convenciones del Condado de Palm Beach, en West Palm Beach, Florida, en 2019, en un acto organizado por Turning Point USA.

### 2025-2029
El 10 de diciembre de 2024, el presidente electo de los Estados Unidos, Donald Trump, la nomino como la próxima embajadora de los Estados Unidos en Grecia, cargo a ser confirmado por el Senado de los Estados Unidos

## Campaña presidencial de Trump de 2020
En la campaña de 2020 de Trump, ha gestionado la división de recaudación de fondos. La división pagó a gente de la alta sociedad para que recaudaran fondos. 
La división que gestionaba tuvo problemas internos debido a las dimisiones de personal con experiencia y acusaciones de gasto irresponsable.
En 2020, Guilfoyle fue nombrada presidenta del comité de finanzas del Trump Victory Committee.
La campaña de Trump le pagaba 180 000 dólares al año a través de la compañía privada del jefe de campaña, Parscale Strategy. Guilfoyle ha participado en actos de campaña y ha sido asesora.
Durante la campaña presidencial de Estados Unidos de 2020, Guilfoyle dio positivo por COVID-19, pero su pareja, Donald Trump Jr., no lo hizo. La pareja volvió a Nueva York. 
Guilfoyle pronunció un discurso que fue descrito por algunos expertos como innecesariamente fuerte y desequilibrado en la Convención Nacional Republicana de 2020, mientras que otros lo tildaron de apasionado.
Fue criticada por llamarse estadounidense de primera generación cuando su madre era puertorriqueña, y por tanto, ciudadana estadounidense.

## Cine
Guilfoyle apareció en la película Happily, Even After (2014) haciendo de fiscal contra Ed Asner y la sobrina de Shirley Temple, Marina Black. Se estrenó en el Festival de Cine de Tribeca.

## Vida personal
En 2001 se casó con Gavin Newsom, entonces supervisor de la ciudad de San Francisco;  Newson fue elegido alcalde de San Francisco en 2003. Mientras estaba casada con Newsom se hizo llamar Kimberly Guilfoyle Newsom. En enero de 2005, citando las tensiones de un matrimonio distanciado físicamente, Guilfoyle y Newsom solicitaron juntos el divorcio. El divorcio se completó el 28 de febrero de 2006.
El 27 de mayo de 2006 se casó con el heredero de un negocio de muebles, Eric Villency, en Barbados. Tuvieron un hijo, Ronan Anthony, que nació el 4 de octubre de 2006. En junio de 2009 anunciaron que se separaban; el divorcio se hizo efectivo ese mismo año.
En junio de 2018, Vanessa Trump confirmó que Guilfoyle estaba saliendo con Donald Trump Jr. y que ya hacía nueve meses que Trump se había separado de su esposa; antes de empezar a salir con Guilfoyle. Kimberly y Donald se separaron a finales de 2024.